# Su Xiongfeng
Su Xiongfeng (né le 21 mars 1987 au Guangdong) est un athlète chinois spécialiste du saut en longueur.

## Carrière
Il établit un nouveau record d'Asie en salle le 11 mars 2010 en réalisant 8,27 m lors du meeting de Nanjing, améliorant de trois centimètres la précédente meilleure marque continentale du Saoudien Mohamed Salman Al-Khuwalidi établi durant la saison 2008. Ce record constitue par ailleurs la meilleure performance de l'année 2010. Le 23 mai, Su Xiongfeng se classe troisième du Shanghai Golden Grand Prix, meeting inaugural de la Ligue de diamant 2010, en réalisant la marque de 8,06 m.
En 2011, Su Xiongfeng remporte les Championnats d'Asie
de Kobé avec un saut à 8,19 m, et s'impose par ailleurs lors des Universiades d'été avec 8,17 m.

### Palmarès
| Date | Compétition         | Lieu     | Place | Marque |
| ---- | ------------------- | -------- | ----- | ------ |
| 2010 | Jeux asiatiques     | Canton   | 2e    | 8,05 m |
| 2011 | Championnats d'Asie | Kobé     | 1er   | 8,19 m |
| 2011 | Universiade         | Shenzhen | 1er   | 8,17 m |

### Records personnels
- Plein air : 8,19 m (2011)
- Salle : 8,27 m (2010)